# Qualcosa di buono
Qualcosa di buono (You're Not You) è un film del 2014 diretto da George C. Wolfe.
Il film, di cui Hilary Swank è protagonista e anche produttrice, è l'adattamento cinematografico del romanzo You're Not You scritto nel 2007 da Michelle Wildgen.

## Trama
Kate è una talentuosa e bellissima pianista, che conduce una vita piena ed intensa insieme all'amorevole marito Evan, ma ogni cosa cambia drasticamente quando alla donna viene diagnosticata la sclerosi laterale amiotrofica. Suo marito Evan la accudisce con attenzione e premura in ogni aspetto, ma non potendo lasciare il suo lavoro, con l'avanzare della malattia deve trovare qualcuno che si occupi di sua moglie durante il giorno.
Bec, una studentessa di college molto eccentrica, istintiva e testarda, che sogna di fare la cantante, si offre per il lavoro. 
Kate vede qualcosa di speciale e di diverso in Bec e nonostante la ragazza sia totalmente inesperta e approssimativa, la sceglie come sua aiutante.
Al sospetto che il marito la tradisca, Kate chiede a Bec di spiarne il tablet. La ragazza si rifiuta ma quando capisce quanto sia importante per Kate questa cosa, accetta, trovando conferma ai sospetti sorti. Dopo un'idea malsana, Kate con l'aiuto di Bec prima lascia la sua casa, poi vi torna cacciando il marito. A questo punto Bec va a vivere con Kate per poterla assistere tutto il giorno. Tra le due cresce una salda amicizia con Kate che pur peggiorando inesorabilmente vive più serenamente e fa nuove amicizie. Bec dal canto suo matura molto, divenendo più responsabile e decisa, ma per poter continuare ad aiutare Kate si vede anche costretta a lasciare l'università. Questa cosa, svelata dall'incontro della ragazza con la madre, alla vigilia del Natale, convince Kate a rompere il rapporto seppur a malincuore. La donna non vuole rovinare la vita della ragazza e decide che una separazione, per quanto dolorosa, sia la cosa migliore.
Kate, riappacificatasi col marito, riprende ad essere accudita dalla madre, ma quando le cose peggiorano ulteriormente e si affaccia la necessità di attaccarla permanentemente ad un respiratore, si ricorre al tutore incaricato dalla stessa che, con sorpresa di tutti i familiari, è Bec.
Bec, attuando la volontà di Kate, si impone contro la mamma di questa, rinunciando all'accanimento terapeutico e riportando la donna a casa sua.
Kate passa dunque in casa, con il marito e Bec, gli ultimi momenti sereni della sua vita, prima che una nuova crisi respiratoria possa risultare fatale. Quando Kate ha effettivamente una crisi, Bec non resiste a restare nella stanza accanto e in lacrime la stringe fino al suo ultimo respiro.
In seguito Bec rivede Will, un ragazzo innamorato di lei e che la apprezza per quello che è, come suggerito dall'amica Kate. Infine vediamo Bec cantare e suonare su un palco, seguendo il suo sogno di sempre.

## Produzione
Le riprese del film sono iniziate nel novembre 2012 e si sono svolte a Los Angeles fino al dicembre dello stesso anno.

## Distribuzione
Il primo trailer del film viene diffuso il 26 settembre 2014.
La pellicola è stata distribuita in un numero limitato di sale cinematografiche statunitensi, e in video on demand, a partire dal 10 ottobre 2014, mentre nelle sale italiane è uscita il 27 agosto 2015, distribuito da Koch Media.

### Divieto
Negli Stati Uniti il film è stato vietato ai minori di 17 anni non accompagnati per la presenza di contenuti sessuali, uso di droghe e linguaggio scurrile.